# Erotianosz
Erotianosz (1. század) görög grammatikus.
Hippokratész munkáihoz készített egy glosszáriumot, amely átdolgozott alakban ugyan, de ránk maradt Galénosz és Hérodotosz scholiastáinak Hippokratészre vonatkozó glosszáriumaival együtt. Életéről semmit sem tudunk.